# Kidō Senshi Gundam
Mobile Suit Gundam (jap. 機動戦士ガンダム Kidō Senshi Gandamu; popularnie nazywany Pierwszym Gundamem, Gundam 0079 lub po prostu Gundam '79) – japoński serial anime stworzony przez studio Sunrise. Jest pierwszym serialem z uniwersum Gundam. Jego twórcą i reżyserem był Yoshiyuki Tomino. Po raz pierwszy emitowano je na kanale Nagoya Broadcasting Network od 7 kwietnia 1979 do 26 stycznia 1980 roku, składało się z 43 odcinków. Bezpośrednią kontynuacją serialu jest Zeta Gundam.
Głównym tematem Gundama jest przyswojenie widzowi, jak dużym złem jest wojna. Początkowo anime nie spotkało się z popularnością, ale z biegiem lat Gundam został uznany za kultową produkcję. Serial jest kamieniem milowym japońskiej animacji – zapoczątkował typ anime o nazwie Real Robots. Gundam w przeciwieństwie do innych mechów był bardziej realistyczny, np: kończyła mu się amunicja, ulegał zniszczeniom. Bohaterem głównym nie jest odważny wybraniec, lecz zwykły człowiek wplątany w wojnę wbrew własnej woli.

## Fabuła

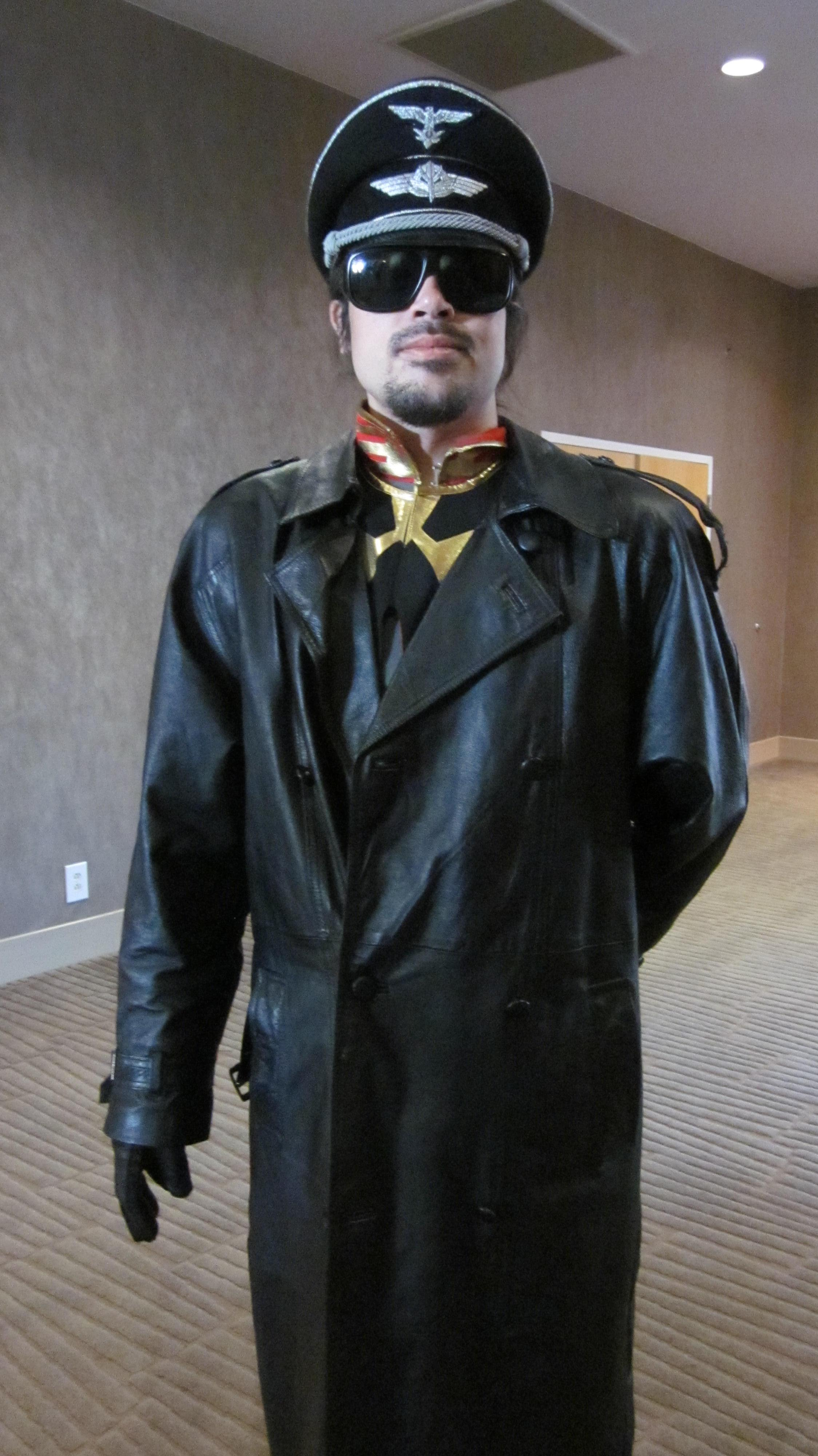
Cosplayer przedstawiający oficera Zeonu z Gundam na FanimeCon 2010 w San Jose, Kalifornia.

Akcja rozgrywa się w roku 0079 Wieku Kosmicznego (ang. UC – Universal Century, jap. 宇宙世紀 Uchū Seiki). Kilkadziesiąt lat wcześniej mieszkańcy Ziemi zbudowali w kosmosie kolonie. W koloniach powstały ruchy separatystyczne, głównie za sprawą polityka Zeona Zum Deikuna, który twierdził, że Ziemia jest święta i ludzie powinni przenieść się do kosmosu. Po jego tajemniczej śmierci do władzy w koloniach dochodzi Degwin Zabi, który przekształca kolonie w Księstwo Zeonu i dąży do niepodległości od Ziemi. Na skutek tego w 0079UC wybucha wojna pomiędzy Federacją Ziemską a Zeonem, w której bierze udział połowa ludzkości. Głównym orężem mniej zaludnionego Zeonu są roboty bojowe zwane mobilami. Federacja również tworzy mobile i stosuje je do obrony. Wojna trwa około roku.
Głównym miejscem akcji jest statek Federacji Ziemskiej zwany "Białą Bazą". To właśnie członkowie jego załogi są głównymi postaciami w serialu, więc widz ogląda wojnę z perspektywy działań Federacji. Głównym bohaterem anime jest 15-letni Amuro Ray, mieszkaniec przyjaznej Ziemi grupy kolonii zwanej Side 7. Statek w drodze na S7 po odbiór nowej broni zostaje zaatakowany przez wojska Zeonu. Tą bronią jest Gundam – nowy mobil skonstruowany przez Federację. Amuro przypadkowo odkrywa miejsce przechowywania robota, zasiada za jego sterami i zaczyna walczyć w obronie "Białej Bazy". Po bitwie wybucha rywalizacja między Amurem a Charem Aznable – znakomitym pilotem zeońskich mobili, która trwa przez wiele lat.
Wśród bohaterów z pierwszego planu warto wymienić załogę "Białej Bazy" – przemądrzałego Kaia Shidena, kolegę Amura – Hayato Kobayashiego, silnego, ale dobrodusznego Ryuu Jose, młodego kapitana statku - Brighta Noa, koleżankę Amuro Fraw Bow oraz żywiącą uczucia do niego Saylę Mass. Głównymi postaciami ze strony Zeonu są m.in. wcześniej wspomniany Char Aznable, a także panująca rodzina Zabi.

## Federacja Ziemska
- Amuro Ray (jap. アムロ・レイ Amuro Rei)

Seiyū: Tōru Furuya 
Jest jedną z najważniejszych postaci całego metaświata Gundam. Główny bohater serialu, pilot tytułowego Gundama. Newtype, pochodzi z Side 7. Kiedy jego dom został zaatakowany przez Zeon, Amuro przypadkowo odnalazł robota zwanego Gundamem i postanowił z nimi walczyć, przez co omal nie zniszczył kolonii. Widząc jego możliwości, Bright Noa przyjął Amuro do załogi "Białej Bazy". Amuro od początku jest rywalem Chara Aznable, ich rywalizacja trwać będzie jeszcze przez wiele lat. Kiedy statek przybył na Ziemię, Amuro stał się introwertykiem i odłączył się od grupy, ale jednak gdy "Biała Baza" została zaatakowana, chłopak wraca by pomóc przyjaciołom. Po wojnie otrzymał przydomek "Biały Diabeł", ponieważ używając Gundama zniszczył w jednej bitwie aż 14 mobili wroga.
- Kai Shiden (jap. カイ・シデン)

Seiyū: Toshio Furukawa 
Pilot Guncannona. Kai jest tchórzliwą, cyniczną i zarozumiałą osobą. Często mówi sarkastyczne uwagi i komentarze za plecami pozostałych. Jego styl walki polega na zmasowanym bombardowaniu wroga z dział swojego mobila. Nie lubi gdy rzeczy idą w wolnym tempie. Próbował zdezerterować, podczas pobytu w Dublinie zakochał się w dziewczynie o imieniu Miharu Ratokie. Kiedy jednak została zabita przez Zeon, Kai postanowił wrócić do grupy.
- Hayato Kobayashi (jap. ハヤト・コバヤシ)

Seiyū: Kiyonobu Suzuki 
Pilot Guntanka (początkowo wraz z Ryū Josem, po jego śmierci kokpit przerobiono na jednego pilota). Sąsiad i kolega Amuro, Hayato jest niskim młodzieńcem, który zazdrości nieco dokonaniom przyjaciela i zatraca się swoją niemożnością. Z czasem Hayato zapomina o rywalizowaniu z Amuro. Żywi uczucia do Fraw Bow.
- Ryū Jose (jap. リュウ・ホセイ Ryū Hosei)

Seiyū: Shōzō Iizuka 
Był pilotem Guntanka wraz z Hayato. Młodzieniec o ogromnej posturze, ale gołębim sercu. Dobry mediator, pomógł Brightowi przemówić mieszkańcom Siódmej Kolonii do rozumu. Zginął wraz z Crowley Hamon w samobójczym ataku. Śmierć Ryū była ogromnym wstrząsem dla załogi i spowodowała zaostrzenie sił. Amuro wściekł się, gdy dowiedział się, że Ryū dostanie pośmiertną promocję tylko 2 stopnie wyżej.
- Bright Noa (jap. ブライト・ノア Buraito Noa)

Seiyū: Hirotaka Suzuoki 
Dowódca "Białej Bazy". Kiedy wszyscy dowódcy zostali zdegradowani, Bright miał najwyższy stopień w danej chwili i objął dowodzenie. Statek stał się główną bazą Federacji. Bright jest bardzo lojalną osobą, potrafi być świetny w swej profesji zarówno w czasie wojny, jak i pokoju. Potrafi wprowadzić porządek i podejmować trafne decyzje.
- Sayla Mass (jap. セイラ・マス Seira Masu)

Seiyū: Yō Inoue 
Dziewczyna, która należy do załogi "Białej Bazy". Naprawdę nazywa się Artesia Som Deikun (jap. アルテイシア・ソム・ダイクン Aruteishia Somu Deikun), córka Zeona Deikuna, która po śmierci ojca została wraz ze swoim bratem Casvalem przeniesiona na Ziemię. Po tym jak jej brat opuścił przybraną rodzinę jej celem jest jego odnalezienie. Czuje miłość do Amuro. Odkrywa że jej bratem jest Char Aznable, który rywalizuje z Amuro. Sayla nie może zdecydować czy stać po stronie brata, czy po stronie ukochanego.
- Fraw Bow (jap. フラウ・ボゥ Furau Bō)

Seiyū: Rumiko Ukai 
Koleżanka Amuro, znają się od dziecka. Dołączyła do załogi "Białej Bazy". Zajmuje się łącznością i opieką nad trójką dzieci: Katzem, Retsu i Kikką. Jest pierwszą postacią, która pojawiła się w serialu. Fraw zakochała się w Hayato.
- Katz, Letz i Kikka (jap. カツ、レツ、キッカ Katsu, Retsu, Kikka)

Trójka dzieci przebywających wraz z bohaterami na statku "Biała Baza". Pełnią funkcję jego maskotek.
- Mirai Yashima (jap. ミライ・ヤシマ)

Seiyū: Fuyumi Shiraishi 
Dziewczyna z załogi "Białej Bazy", dołącza do niej po ataku na Side 7. Podobnie jak Amuro jest Newtypem. Jest zakochana w Bright'cie.
- Haro (jap. ハロ)

Okrągły robocik stworzony przez Amuro. Jest jedyną postacią pojawiającą się w innych czasoprzestrzeniach Gundama. Haro stał się maskotką całej sagi Gundam, jak i studia Sunrise.

## Zeon
- Char Aznable (jap. シャア・アズナブル Shā Azunaburu)

Seiyū: Shūichi Ikeda 
Obok Amuro Raya, Char Aznable jest jedną z najważniejszych postaci serii, a także całego uniwersum Gundam. Główny antagonista w Pierwszym Gundamie; naprawdę nazywa się Casval Rem Deikun (jap. キャスバル・レム・ダイクン Kyasubaru Remu Daikun) i jest synem Zeona Deikuna, używa także swojego drugiego nazwiska – Edward Mass (jap. エドワード・マス Edowādo Masu). Znakomity pilot mobili, nemezis i rywal Amuro. Początkowo ich rywalizacja była na formalnych zasadach – obydwaj są żołnierzami skonfliktowanych ze sobą stron, jednak po nieszczęśliwym wypadku, kiedy Amuro przypadkiem zabił Lalę Sune, która zasłoniła Chara, obydwaj stają się śmiertelnymi wrogami. Char nie przepada za rodem Zabich, domyśla się, że maczali palce w śmierci jego ojca, więc organizuje spisek przeciwko nim. Był także bliskim przyjacielem Garmy Zabi. Char przeżył wojnę i zajął się pomocą dla mieszkańców kolonii, które były kiedyś w Zeonie. Po wojnie otrzymał przydomek "Czerwona Kometa".
- Degwin Sodo Zabi (jap. デギン・ソド・ザビ)

Seiyū: Ichirō Nagai 
Dyktator Zeonu, był zastępcą Zeona Deikuna, objął władzę po jego tajemniczej śmierci w 0068UC. W 0079UC wywołał wojnę z Federacją Ziemską w celu uzyskania niepodległości. Swoje potomstwo wstawił na wysokie stanowiska w państwie. Między Degwinem a jego najstarszym synem Girenem wybuchła sprzeczka. Pod koniec 0079UC jest zmęczony wojną, która kosztowała go życie innego syna- Garmy i postanawia prowadzić pokojowe rozmowy z Ziemią. Jednak Giren go przechytrza i zestrzeliwuje jego statek z nim na pokładzie.
- Giren Zabi (jap. ギレン・ザビ)

Seiyū: Banjō Ginga 
Najstarszy syn Degwina. Wpada w konflikt z ojcem, który twierdzi, że Giren nie jest przedstawicielem Newtypów, ale karykaturą Hitlera, z którym zresztą ma podobny charakter. Bardzo wykształcony i inteligenty, Giren jest świetnym oratorem. Jest autorem mowy nazwanej później od jej słów "Sieg Zeon", którą wygłosił podczas pogrzebu Garmy. Giren zabija swojego ojca, kiedy ten próbuje pojednać się z Ziemią, jednak zostaje potem zamordowany przez swoją siostrę Kycillię.
- Kycillia Zabi (jap. キシリア・ザビ Kishiria Zabi)

Seiyū: Mami Koyama 
Jedyna córka Degwina. Przywódczyni armii zeońskich Mobili, a także szefowa wywiadu. Podąża za nowymi technologiami tworząc projekty nowych broni. Jest zła, ale lojalna. Zabiła swojego brata Girena, który zabił ich ojca, jednak później Kycilla ginie zabita przez Chara.
- Dozle Zabi (jap. ドズル・ザビ Dozuru Zabi)

Seiyū: Daisuke Gōri 
Drugi syn Degwina. Przywódca floty Zeonu. Jest bardzo wysoki i ma nieco straszący wygląd, jednak naprawdę jest bardzo miłą osobą, ma żonę i córkę – Minevę Zabi, która jest jedną z głównych postaci w Gundam Unicorn. Dozle jest najbliższą osobą dla swojego młodszego brata – Garmy. Zbudował swojego własnego Mobila – Big Zama, jednak Mobil zostaje zniszczony przez Amuro. Dozle katapultuje się, jednak eksplozja Mobila była tak duża, że jego pilot także ginie.
- Garma Zabi (jap. ガルマ・ザビ Garuma Zabi)

Seiyū: Katsuji Mori 
Najmłodszy syn Degwina, bliski znajomy Chara Aznable. Dowódca wojsk Zeonu w Ameryce Płn. Pierwszy raz pojawia się, gdy "Biała Baza" ląduje w samym centrum podbitego przez Zeon terytorium. Oddaje Charowi kontrolę nad statkiem, ale nie wie, że on organizuje przeciwko jego rodzinie spisek. Kiedy dowiedział się o zdradzie kolegi, postanowił dokonać ataku na "Białą Bazę", niestety ginie na miejscu. Na pogrzebie Garmy, jego brat – Giren wygłasza mowę zwaną później "Sieg Zeon".
- Ramba Ral
- Crowley Hamon
- Lalah Sune (jap. ララァ・スン Rarā Sun)

Seiyū: Keiko Han 
Młoda dziewczyna, jest Newtypem tak jak Char czy Amuro. Po stracie rodziców zaczęła pracować w domu publicznym w Indiach, z którego zabrał ją Char. Mimo swojej miłej natury jest dla niego lojalna za uratowanie życia. Pierwszy raz spotkała się z Amuro nad jeziorem na Stronie 6. Spotkali się ponownie, kiedy auto Amuro wjechało do błota a ona wraz z Charem wyciągnęli je (wtedy pierwszy raz przyszli śmiertelni rywale spotkali się twarzą w twarz). Lalah stała się pierwszą miłością zarówno Amuro, jak i Chara. Dołączyła do Zeonu. Podczas którejś z walk Lalah pilotowała mobila wraz z Charem, wtedy do walki włączyła się Sayla Mass. Dziewczyna odkryła, że Sayla jest siostrą Chara. Zaskoczony pilot Zeonu pozostawił Amuro wolną rękę na oddanie w jego kierunku strzału i kiedy chłopak to zrobił, Lalah zasłoniła Chara własnym ciałem i zginęła na miejscu. Od tej pory Amuro i Char nienawidzą siebie nawzajem.

## Muzyka
Opening
- Tobe! Gundam (jap. 翔べ! ガンダム Tobe! Gandamu; Fly! Gundam)
  - Słowa: Yoshiyuki Tomino (pod pseudonimem "Rin Iogi")
  - Kompozycja: Takeo Watanabe
  - Aranżacja: Yuji Matsuyama
  - Artysta: Kō Ikeda

Ending
- Eien ni Amuro (jap. 永遠にアムロ Eien'ni Amuro; Forever Amuro), Koh Ikeda (seria TV)
- Suna no Jūjika (jap. 砂の十字架 Suna no Jūjika; Cross of Sand),  Takajin Yashiki (Movie I)
- Ai Senshi (jap. 哀 戦士 Ai Senshi; Soldiers of Sorrow), Daisuke Inoue (Movie II)
- Meguriai (jap. めぐりあい Meguriai; Encounters), Daisuke Inoue (Movie III)

Interlude
- Char ga Kuru (jap. シャアが来る Shā ga Kuru; Here Comes Char), Hori Koichiro
- Kirameki no Lalah (jap. きらめきのララァ Kirameki no Rarā; Shining Lalah), Keiko Toda
- Ima wa Oyasumi (jap. いまはおやすみ Ima wa Oyasumi; Now is Good Night), Keiko Toda - Insert Song w odc. 36